# Девојка из Салоне
Девојка из Салоне (хрв. Djevojka iz Salone) римска мермерна портретна скулптура у природној величини са почетка II века пронађена у древној Салони (данас Солин код Сплита).
Она је вероватно део фигуре у природној величини и поред видљивих оштећења поседује изузетан склад и привлачност. Видљива је уметника тежња карактеризацији и постизању материјализације, нарочито на коси и кожи, те очима које су вероватно биле инкрустоване неким сјајним каменом који је давао очима сјај.